# Lijst van voetbalinterlands China - Costa Rica
Deze lijst van voetbalinterlands is een overzicht van alle officiële voetbalwedstrijden tussen de nationale teams van China en Costa Rica. De landen speelden tot op heden vijf keer tegen elkaar, te beginnen met een groepswedstrijd bij het Wereldkampioenschap voetbal 2002, die werd gespeeld op 4 juni 2002 in Gwangju (Zuid-Korea). Het laatste duel, een vriendschappelijke wedstrijd, vond plaats op 26 maart 2011 in San José.

## Wedstrijden
| № | Plaats          | Datum            | Competitie        | Wedstrijd          | Uitslag |
| - | --------------- | ---------------- | ----------------- | ------------------ | ------- |
| 1 | Gwangju         | 4 juni 2002      | WK 2002           | China – Costa Rica | 0 – 2   |
| 2 | Fort Lauderdale | 7 september 2003 | Vriendschappelijk | Costa Rica – China | 2 – 0   |
| 3 | Changsha        | 19 juni 2005     | Vriendschappelijk | China – Costa Rica | 2 – 2   |
| 4 | Guangzhou       | 22 juni 2005     | Vriendschappelijk | China – Costa Rica | 2 – 0   |
| 5 | San José        | 26 maart 2011    | Vriendschappelijk | Costa Rica – China | 2 – 2   |

## Samenvatting
| Competitie        | Totaal gespeeld | Winst China | Gelijk | Winst Costa Rica | Doelsaldo China – Costa Rica |
| ----------------- | --------------- | ----------- | ------ | ---------------- | ---------------------------- |
| WK-eindronde      | 1               | 0           | 0      | 1                | 0 − 2                        |
| Vriendschappelijk | 4               | 1           | 2      | 1                | 6 − 6                        |
| Totaal            | 5               | 1           | 2      | 2                | 6 − 8                        |

Wedstrijden bepaald door strafschoppen worden, in lijn met de FIFA, als een gelijkspel gerekend.

## Details

### Eerste ontmoeting
| WK 2002 (Gwangju, Zuid-Korea, 4 juni 2002):                                                                                     |              | |
| China | 0 – 2        | Costa Rica |
| | doelpunten   | 61' Rónald Gómez 65' Mauricio Wright |
| Bora Milutinović | bondscoach   | Alexandre Guimarães |
| Jiang Jin Wu Chengying Fan Zhiyi 74' Sun Jihai 26' Li Tie Ma Mingyu Hao Haidong Li Weifeng Li Xiaopeng Yang Chen 66' Xu Yunlong | opstellingen | Erick Lonnis Luis Marín Mauricio Wright Gilberto Martínez 57' Rolando Fonseca Mauricio Solis 80' Paulo Wanchope Walter Centeno Ronald Gomez 70' Harold Wallace Carlos Castro |
| Qu Bo 26' Su Maozhen 66' Yu Genwei 74'                                                                                          | wissels      | 57' Hernán Medford 70' Steven Bryce 80' Wilmer López |
| Li Tie 60' Xu Yunlong 72' Li Xiaopeng 77'                                                                                       | gele kaarten | 15' Luis Marín 17' Mauricio Solis 79' Rónald Gómez 85' Walter Centeno |

### Tweede ontmoeting
| Vriendschappelijk (Fort Lauderdale, Verenigde Staten, 7 september 2003): |              | |
| Costa Rica | 2 – 0        | China |
| Álvaro Saborío 14' Steven Bryce 26' | doelpunten   | |
| Steve Sampson | bondscoach   | Arie Haan |
| Ricardo González Gilberto Martínez Alexánder Castro 46' Jervis Drummond Pablo Chinchilla Leonardo González 58' Mauricio Solís 58' Wálter Centeno Steven Bryce Erick Scott 87' Álvaro Saborío 69' | opstellingen | Liu Yunfei Wei Xin 75' Li Ming Xiao Zhanbo 46' Yang Pu Liu Jindong 46' Li Xiaopeng Zhao Junzhe Zhou Ting 67' Zheng Bin 67' Zhang Shou |
| Try Bennett 46' Júnior Díaz 58' José Luis López 57' Román Vargas 69' Daniel Vallejos 87' | wissels      | 46' Xu Yunlong 46' Du Ping 67' Yang Lin 67' Qi Hong 75' Lu Gang                                                                       |
| | gele kaarten | |

### Vijfde ontmoeting
| Vriendschappelijk (San José, Costa Rica, 26 maart 2011): |              | |
| Costa Rica | 2 – 2        | China |
| Álvaro Saborío 32' Randall Brenes 45' | doelpunten   | 46' Lin Gao 90+2' Lin Gao |
| Ricardo La Volpe | bondscoach   | Hongbo Gao |
| Esteban Alvarado Bryan Oviedo Gilberto Martínez Dennis Marshall Michael Umaña Dave Myrie 84' Celso Borges Christian Bolaños 75' Michael Barrantes 79' Álvaro Saborio 79' Randall Brenes 64' | opstellingen | 46' Zhi Yang Chenglin Zhang Chongchong Ma Linpeng Zhang Zheng Lang 65' Hai Yu 60' Hao Yang Peng Lu Zhi Zheng 75' Bo Qu 46' Jianqing Mao |
| Marco Ureña 64' César Elizondo 75' Rolando Fonseca 79' Pedro Leal 79' Heiner Mora 84' | wissels      | 46' Zhen Guan 46' Lin Gao 60' Jingdao Jin 65' Xizhe Zhang 75' Weichao Ye                                                                |
| Randall Brenes 50' | gele kaarten | 25' Peng Lu |